# کامیون (مجموعه تلویزیونی)
سریال کامیون نام مجموعهٔ تلویزیونی است به کارگردانی  سید مسعود اطیابی که در نوروز ۱۳۹۹ از شبکهٔ ۲ سیما پخش شد.
این مجموعه از نخستین سریال‌های سیماست که با دو کارگردان و در دو یونیت ساخته شد؛ کارگردان یونیت دوم سید محسن یوسفی بوده است. این مجموعه تلویزیونی در گونه کمدی و طنز است.

## خلاصه داستان
دربارهٔ یک پیشکسوت فوتبال است که مدتی روی کامیون باربری کار می‌کند و پس از آشنایی با سه دانشجو که صاحب‌خانه به دلیل مشکلاتی اثاثیه‌شان را به خیابان ریخته‌است، درگیر ماجراهایی می‌شود..
صابر، وحید و اشکان سه دانشجویی هستند که به دلیل مشکلاتی توسط صاحبخانه اثاثیه‌شان به خیابان ریخته شده. نادر و دانشجوها با هم آشنا می‌شوند که این آشنایی زمینه‌ساز اتفاقات مختلفی در روند داستان می‌شود.»

## بازیگران
- مهدی هاشمی
- لعیا زنگنه
- جهانبخش سلطانی
- بیتا سحرخیز
- علی عامل هاشمی
- بهنام شرفی
- هادی مرتضی زاده
- مهسا طهماسبی
- علی نجارصادقی
- گیتی قاسمی
- نادر سلیمانی
- شهاب عباسی
- سیاوش مفیدی
- سپند امیرسلیمانی
- امید روحانی
- خشایار راد
- فرهاد بشارتی
- زهره فکور صبور
- شیدا یوسفی
- شیوا خسرومهر
- امیرحسین موسوی
- ماهان عبدی
- آرزو نبوت
- حدیث نیکرو
- عباس محبی
- کامیاب دانشپور
- امیرحسین صالحی
- بهناز یادگاری
- مجید پتکی
- فرج‌الله گل‌سفیدی
- محمدرضا اکبری
- گیتی معینی
- حوریه مقدم
- ساقی زینتی
- پرویز زیدی